# Batonis Tsije
Batonis Tsije (en georgiano: ბატონის ციხე) literalmente, el «castillo del señor», es un monumento arquitectónico de los siglos XVII-XVIII en Telavi, la principal ciudad de la región oriental de Kajetia en Georgia. El complejo Batonis Tsikhe contiene secciones sobrevivientes del palacio persa de los reyes de Kajetia y un museo con exhibiciones arqueológicas y etnográficas, manuscritos, publicaciones raras y equipos militares, así como una galería de bellas artes. En 2007, varias estructuras del complejo, el palacio, la muralla y una capilla real, se inscribieron en la lista de Monumentos culturales inamovibles de importancia nacional de Georgia. Todo el complejo se sometió a una extensa renovación en 2018.

## Palacio real

### Características constructivas y arquitectónicas

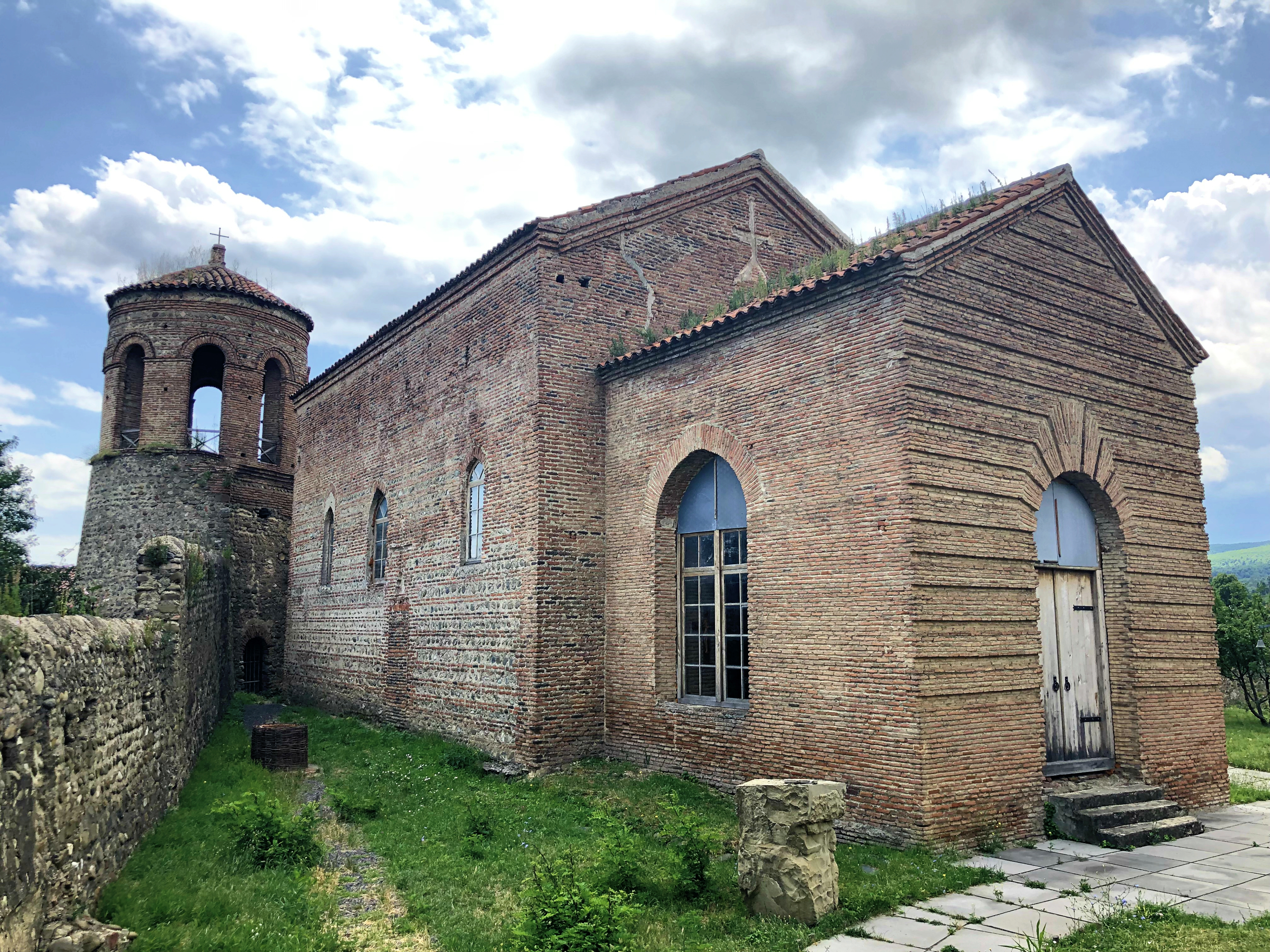
Capillas reales.

Sala del trono en el palacio Batonis Tsikhe

El palacio original fue construido a instancias del rey Archil de Kajetia en algún momento entre 1664 y 1675. En la agitación política de los siglos XVII y XVIII, el palacio fue dañado y reconstruido varias veces. Algunas secciones del edificio y la planta del palacio del rey Archil, que recuerdan a los palacios contemporáneos del arte safávida, se mantuvieron intactos. Gran parte del edificio existente es el resultado de la reconstrucción realizada durante el reinado, relativamente estable, de Heraclio II como rey de Kajetia entre 1750 y 1762. Es un diseño persaico simple, claramente inspirado en el Arg de Karim Khan en Shiraz, Irán.
Todo el conjunto palaciego, que incluye también dos capillas basílicas reales y casas de baños, está rodeado por una muralla monumental y grandes torres circulares en las esquinas. El palacio es un edificio rectangular con una sala central de techos altos y arcos apuntados. Tiene cuatro balcones (ayvān), cada uno frente a un punto cardinal y flanqueado por pasillos y habitaciones más pequeñas en las esquinas. La entrada principal al palacio es desde el sur con la sala central de dos pisos (tālār) con columnas. Las decoraciones interiores típicas de los palacios persas de ese período, como el estuco, los mosaicos de espejos y las pinturas al óleo, probablemente estuvieron presentes, pero no han sobrevivido.

### Historia posterior
Después de la anexión por el imperio ruso de Georgia en 1801, el general de división Vasily Gulyakov eligió el castillo de Telavi como sede de su regimiento de Kabarda en 1802. En 1805, el castillo fue transferido a la tesorería imperial rusa. Más tarde, el ejército ruso lo utilizó como cuartel y se encontraba en su mayoría en ruinas en 1845, cuando Mijaíl Vorontsov, virrey del Cáucaso, ordenó la reconstrucción del palacio. En 1865, el arquitecto alemán de origen georgiano Albert Salzmann (1833–1897) reconstruyó el palacio de Telavi, ahora en posesión de la Sociedad de Caridad Femenina de Ninó de Georgia, para albergar al Colegio de Mujeres de Santa Ninó. En 1935, el edificio se adaptó a su función actual como sede del Museo Histórico de Telavi.
El complejo Batonis Tsikhe se renovó por completo y se reabrió al público en mayo de 2018. También se construyó un nuevo museo para albergar colecciones renovadas. El 16 de diciembre de 2018, el castillo organizó la ceremonia de inauguración con la presencia de Salomé Zurabishvili, quinta presidente de Georgia.